# مزدرایا
مزدرایا (به صربی: Mezdraja) یک منطقهٔ مسکونی در صربستان است که در ترگوویشته واقع شده‌است. مزدرایا ۳۳ نفر جمعیت دارد.